# Riksdagen 1672
Riksdagen 1672 hölls i Stockholm.
Till ridderskapet och adelns talman (lantmarskalk) utsågs Gustaf Oxenstierna. Prästeståndets talman var den nyblivne ärkebiskopen Laurentius Stigzelius. Borgarståndets talman var politieborgmästaren i Stockholm Anders Gerner och bondeståndets talman var bonden Anders Göransson.